# America (Schiff, 1940)
Das Dampfturbinenschiff America war ein Passagierschiff, das für die United States Lines gebaut wurde. Es war für den Verkehr auf der Nordatlantikroute vorgesehen und wurde unter anderem als Militärtransporter und Kreuzfahrtschiff genutzt. 1994 riss sich die America während eines Sturms vor den Kanarischen Inseln von den Leinen ihres Schleppers los und strandete in einer Bucht an der Westküste Fuerteventuras. Das noch erhaltene Bugteil war lange Zeit eine Touristenattraktion, befindet sich allerdings seit März 2007 fast vollständig unter der Wasseroberfläche. Es liegt auf 28° 20′ 45″ N, 14° 10′ 50″ W.
Spätere Namen für dieses Schiff waren: USS Westpoint (AP-23), Australis, Italis, Noga, Alferdoss und American Star.

## Bau
Das Dampfturbinenschiff America wurde von William Francis Gibbs im Auftrag der United States Maritime Commission (MARCOM) entworfen. Am 22. August 1938 wurde das Schiff in der Werft Newport News Shipbuilding and Dry Dock Company in Virginia auf Kiel gelegt. Es war das erste Schiff, das im Zuge des 1936 beschlossenen Neubauprogramms des Merchant Marine Act gebaut wurde. Gut ein Jahr später, am 31. August 1939, erfolgte der Stapellauf. Das Schiff wurde von Eleanor Roosevelt, der Ehefrau von Franklin D. Roosevelt, getauft. Einen Tag nach dem Stapellauf begann der Zweite Weltkrieg. In derselben Werft wurde nach der America die United States gebaut, die durch die Erringung des Blauen Bandes berühmt wurde.
Bei den ersten Testfahrten offenbarte sich ein Problem der Konstruktion: Der hintere Schornstein, der als einziger für den Rauchgasabzug benutzt wurde, konnte den Abgasrauch nicht von den Decks fernhalten. Deshalb wurden er und der vordere „Dummy“, der einen Notstromgenerator beherbergte, um fünf Meter erhöht. Dies verbesserte auch das Profil des Schiffs. Die America wurde am 2. Juni 1940 der Reederei übergeben.

## Kriegszeit

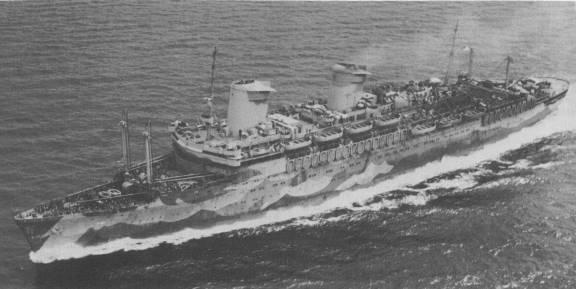
Die America als Westpoint, 1945

Das Schiff konnte nach dem Beginn des Zweiten Weltkrieges, anders als geplant, nicht für den Nordatlantik-Dienst eingesetzt werden. Stattdessen befuhr es als Kreuzfahrtschiff amerikanische Gewässer sowie die Westindischen Inseln in der Karibik. Um in den neutralen Gewässern nicht mit einem Schiff einer kriegführenden Nation verwechselt zu werden, wurden die Seiten mit ihrem Namen und einer großen amerikanischen Flagge bemalt. Die erste Kreuzfahrt führte am 10. August 1940 von New York zu den Westindischen Inseln.
Nach dem Kriegseintritt der USA wurde das Schiff 1942 von der US Navy übernommen und zum Truppentransporter umgerüstet. Hierfür erhielt es den Namen USS Westpoint. Die Umrüstung dauerte lediglich elf Tage. Die Westpoint konnte 7.678 Passagiere befördern. Außerdem wurden 4 Single 5 inch Dual-Purpose Guns, 4 3 inch/50 Naval Guns und 8 .50-cal. Maschinengewehre installiert. Von 1941 bis 1946 beförderte das Schiff als Truppentransporter über 350.000 Menschen und fuhr eine Strecke, die der Länge von ungefähr 15 Erdumrundungen entspricht. Es überstand die Kriegszeit ohne größere Beschädigungen.

## Die Zeit im Liniendienst

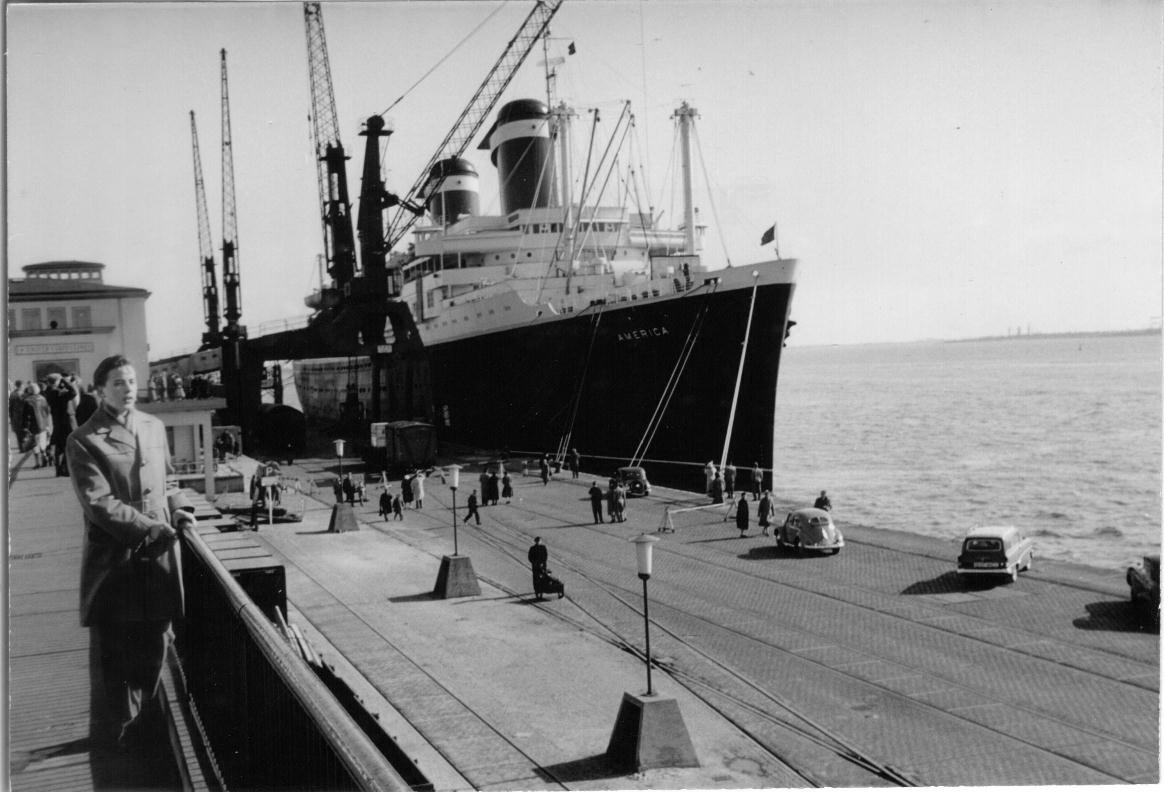
Die America in Bremerhaven, 1958

### United States Lines (1946–1964)
Am 22. Juli 1946 wurde das Schiff aus dem Transportdienst entlassen und der United States Lines zurückgegeben. In ihrer Bauwerft wurde die nun wieder umbenannte America überholt, was rund 6,9 Millionen Dollar kostete. Von nun an hatte sie eine Tonnage von 26.314 BRT und fasste insgesamt 1.689 Personen. Ab dem 14. November befuhr sie die Strecke New York–Le Havre und übernahm somit den für sie ursprünglich vorgesehenen Transatlantik-Dienst. Außerdem lief sie die Häfen Southampton, Cobh und, ab dem 3. November 1951, auch Bremerhaven an. Als ihre Nachfolgerin, die bauähnliche United States, am 3. Juli 1952 zu ihrer Rekordfahrt aufbrach und das Blaue Band gewann, geriet die America ein wenig in den Schatten ihrer Halbschwester. Ab 1960 musste sie aufgrund des Erfolges der Transatlantik-Flüge zeitweise wieder als Kreuzfahrtschiff dienen. Im September 1963 musste die America wegen eines Streits mit Gewerkschaftsvertretern über sanitäre Einrichtungen auf dem Schiff ihre Fahrten vorübergehend einstellen. Bis Februar 1964 lag sie in Hoboken vertäut, nahm dann aber ihren Dienst wieder auf.

### Okeania SA (1964–1978)

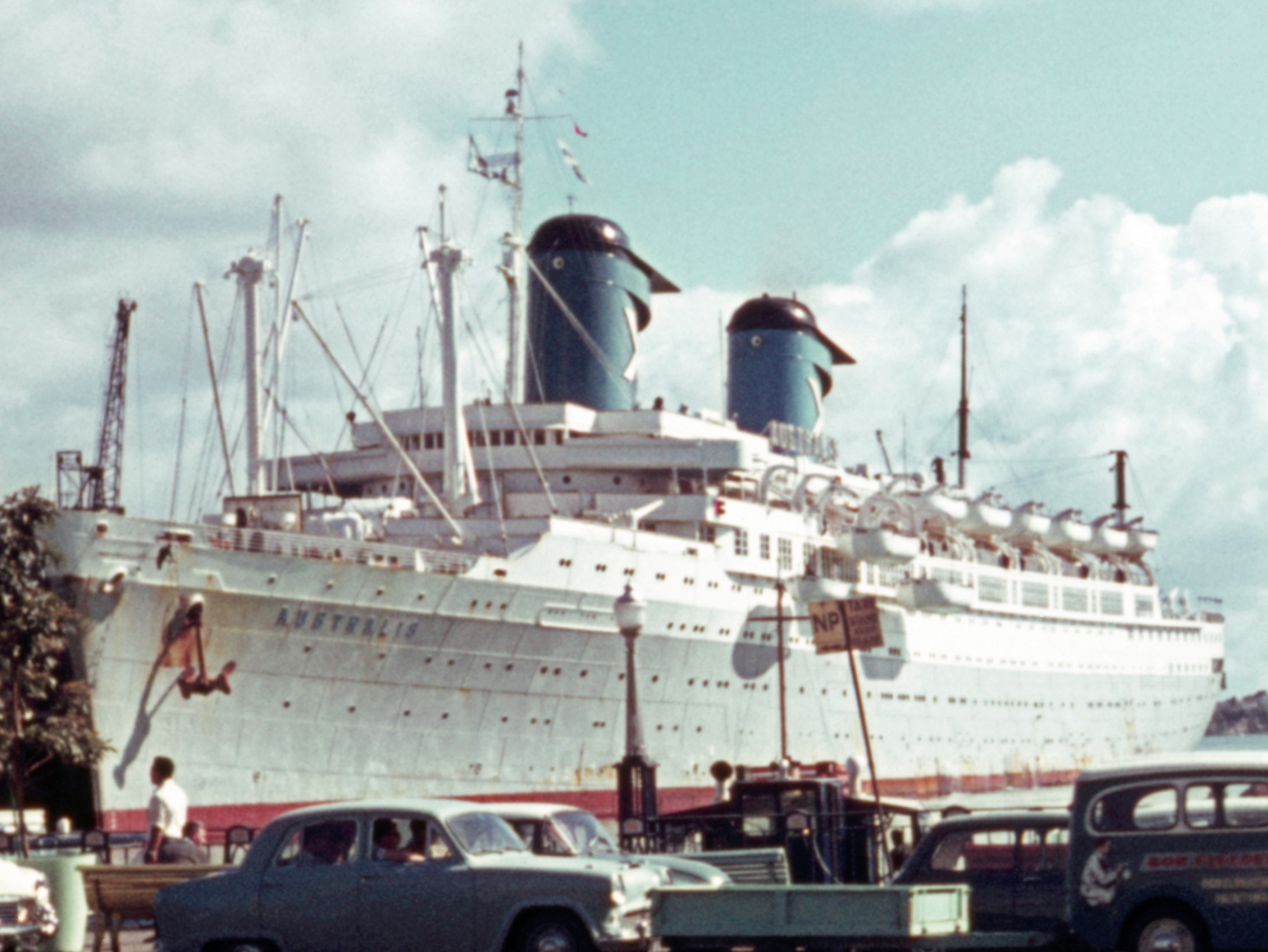
Die Australis 1967

Da sich die geschäftliche Situation der United States Lines verschlechtert hatte, wurde die America im November 1964 für 4.250.000 Dollar an die Okeania SA verkauft, ein Tochterunternehmen der Chandris-Gruppe. Die America wurde in Australis umbenannt und in Piräus zu einem Einklassenschiff für 2.258 Passagiere mit 26.485 BRT umgebaut. Außerdem erhielt sie einen weißen Anstrich und blaue Schornsteine, die auf den Seiten ein großes Χ (Griechischer Buchstabe Chi) darboten. Am 20. August 1965 trat sie ihre erste Reise unter neuer Reederei von Piräus nach Sydney an. Ab dem 16. Oktober desselben Jahres fuhr sie eine Route rund um die Welt, von Southampton durch das Mittelmeer nach Australien und Neuseeland, weiter nach Mexiko, durch den Panamakanal und die Karibik, bis sie wieder in Southampton ankam. Die Anfälligkeit der weißen Bemalung gegen Rost und Schmutz veranlasste den Reeder, gegen Ende 1967 den Rumpf grau/rot streichen zu lassen. In diesem Zusammenhang wurde außerdem der hintere Mast entfernt. Am 22. Oktober 1970 brach in der Küche des Schiffs ein Feuer aus, das erst nach neun Stunden gelöscht werden konnte. Dabei wurde die Australis so schwer beschädigt, dass sie auf den Fidschi-Inseln mehrere Tage repariert werden musste, bevor die Reise fortgesetzt werden konnte. Von 1969 bis 1976 fuhr das Schiff unter der Flagge Panamas. Während dieser Zeit beförderte sie mehr Passagiere als jeder andere Liner. Durch den Boom der Flugreisen verlor das Schiff jedoch an Bedeutung und begann, wieder Defizite einzufahren. Am 18. November 1977 trat sie die letzte Fahrt auf dieser Route an. Danach wurde sie zurückgezogen und in Timaru, Neuseeland, vertäut.

## Die Ära als Kreuzfahrtschiff

### Venture Cruise Lines (1978)
Anfang 1978 wurde das Schiff an die American Cruise Line verkauft, die den Firmennamen dann in Venture Cruise Lines änderte. Die Australis kam am 19. Mai in New York an und wurde wieder in America zurückbenannt. Außerdem erhielt sie eine Überholung und einen blauen Anstrich. Die Verdrängung betrug nunmehr 26.353 BRT. Venture Cruise Lines beabsichtigte, das Schiff für kurze Kreuzfahrten einzusetzen. Zwei Fahrten fanden statt, die erste davon am 30. Juni 1978 nach Martha’s Vineyard. Anschließend wurde das Schiff jedoch wieder außer Betrieb genommen. Die America war zwar von außen in einem guten Zustand, die Verhältnisse im Inneren jedoch waren katastrophal. So waren unter anderem Teile des Schiffs noch nicht fertiggestellt worden und Sanitäreinrichtungen noch nicht funktionsfähig. Außerdem waren die Matratzen alt und Ungeziefer im Überfluss vorhanden. Zu guter Letzt war das Schiff überbucht, wodurch die Kunden noch mehr abgeschreckt wurden. Der finanzielle Schaden, den die Reederei durch diesen Vorfall erfuhr, zwang sie, die America in New York aufzulegen. Kurz darauf, am 20. Juli 1978, ging die Reederei in Konkurs.

### Okeania SA (1978–1980)
Am 28. August 1978 versteigerte ein US-amerikanisches Amtsgericht die America für eine Million Dollar wieder an die Chandris-Gruppe, die es als Italis für die Okeania SA registrieren ließ. Das Schiff erhielt in Eleusis, Griechenland, eine Generalüberholung, bei der unter anderem der vordere Schornstein entfernt wurde. Der Grund für diese Maßnahme war die bereits weit vorangeschrittene Korrosion. Außerdem erhielt das Schiff dadurch ein neues, moderner wirkendes Profil, wodurch sich die Eigentümer höhere Einnahmen erhofften. Die veralteten Maschinen bedurften ebenfalls einer dringenden Überholung bzw. Erneuerung, welche jedoch niemals vollzogen wurde. Bereits zu jener Zeit war die Italis eines der letzten dampfbetriebenen Schiffe dieser Größenordnung.
Ab der Mitte des Jahres 1979 begann die Italis mit Mittelmeerkreuzfahrten. Zumeist transportierte sie Lateinamerikaner, die von Barcelona kamen. Am 12. September 1979 wurde das mittlerweile 41 Jahre alte Schiff in Eleusis aufgelegt.

## Aufliegezeit und Ende

### Inter Commerce Corporation (1980–1984)

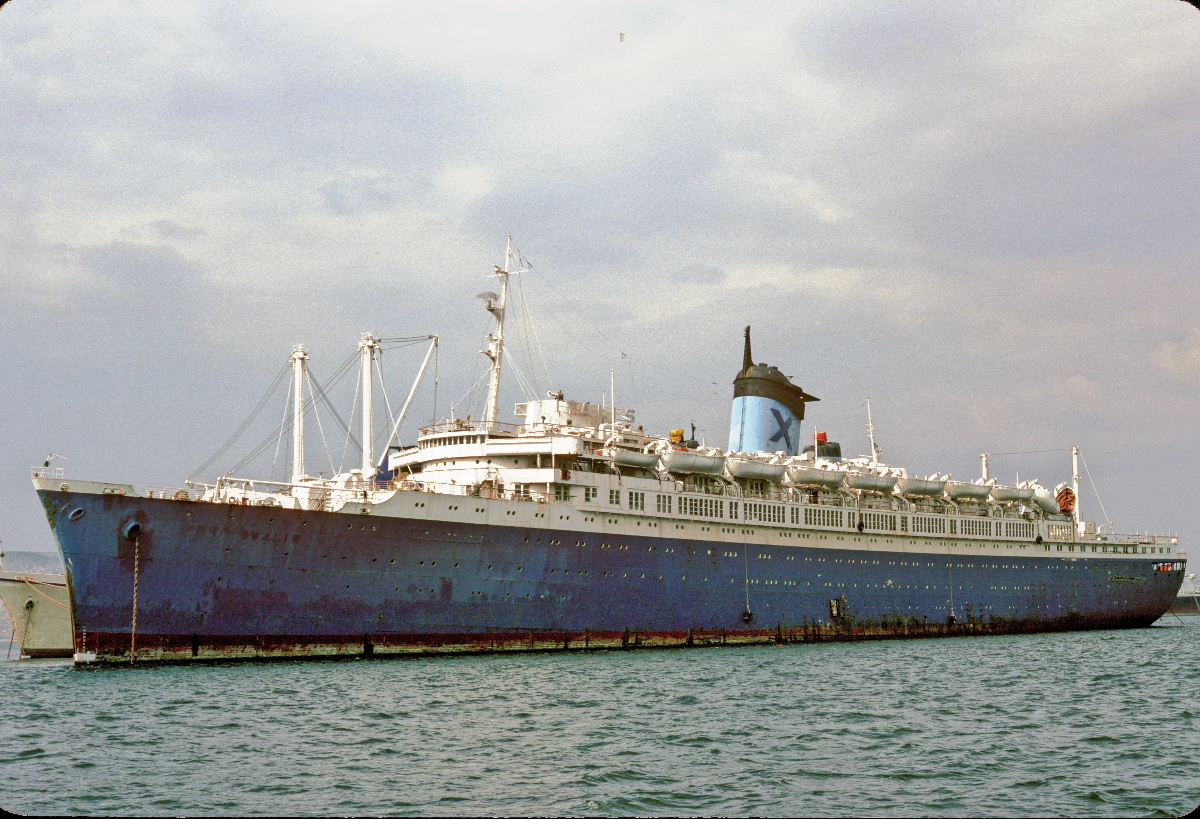
Die in Eleusis aufgelegte Noga, 1986

Im Mai 1980 wurde das Schiff an die Inter Commerce Corporation, eine Tochtergesellschaft der Cie Noga d’Importation et d’Exportation (Panama), hinter der Schweizer Interessenten standen, verkauft. Das in Noga umbenannte Schiff war für den Einsatz als schwimmendes Hotel vorgesehen. Der Plan wurde jedoch nie realisiert.

### Silver Moon Ferries (1984–1992)
Das Schiff lag viele Jahre in Eleusis auf. Im September 1984 wurde es an die Silver Moon Ferries verkauft. Die Noga wurde in Alferdoss (arabisch für Paradies) umbenannt und lag weitere Jahre fest verankert in Eleusis. Man wartete darauf, dass der Preis für Schrott stieg, damit eine Verschrottung gewinnbringend wäre. Ende der 1980er Jahre wurde die Alferdoss an einen Schrotthändler verkauft. Dieser machte ein Angebot von zwei Millionen Dollar für das Schiff. Nachdem er eine Million Dollar angezahlt hatte, wurde begonnen, die Rettungsboote und deren Davits mit Gabelstaplern von Deck zu räumen. Der Schrotthändler trat allerdings von seinem Angebot zurück, und so blieben der Silver Moon Ferries die Million Dollar und ein Schiff ohne Rettungsboote.
Im Jahr 1988 brach über Nacht ein Bilgenrohr, wodurch Wasser in den Rumpf eindringen konnte. Am nächsten Tag wurden der Steuerbordanker gehoben, der Backbordanker gekappt und das Schiff auf Grund gesetzt, um einen Untergang zu vermeiden. Später wurde das Schiff leergepumpt, repariert und zurück an seinen Liegeplatz gebracht.

### Chaophraya Developement Transport Company (1992–1994)
1992 wurde die Alferdoss für zwei Millionen Dollar an die Chaophraya Developement Transport Company verkauft, die das Schiff in American Star umbenannte. Der Liner wurde trockengelegt, und es wurde festgestellt, dass der Schiffsrumpf in einem, den Umständen entsprechend, guten Zustand war. Nun sollte der Ozeanriese zu einem schwimmenden Hotel vor der Insel Phuket in Thailand umfunktioniert werden. Hierzu wurden die Propeller entfernt, um den Widerstand im Wasser zu verringern, und der Schornstein wurde umlackiert.
Der ukrainische Schlepper Neftegaz 67 sollte die American Star von Eleusis nach Thailand ziehen, kehrte jedoch bereits einen Tag nach dem Beginn der Reise wieder in den Hafen zurück, da ein starker Sturm die Fahrt verhinderte. Am 31. Dezember 1993 trat die American Star dann ihre letzte Fahrt an.

## Strandung

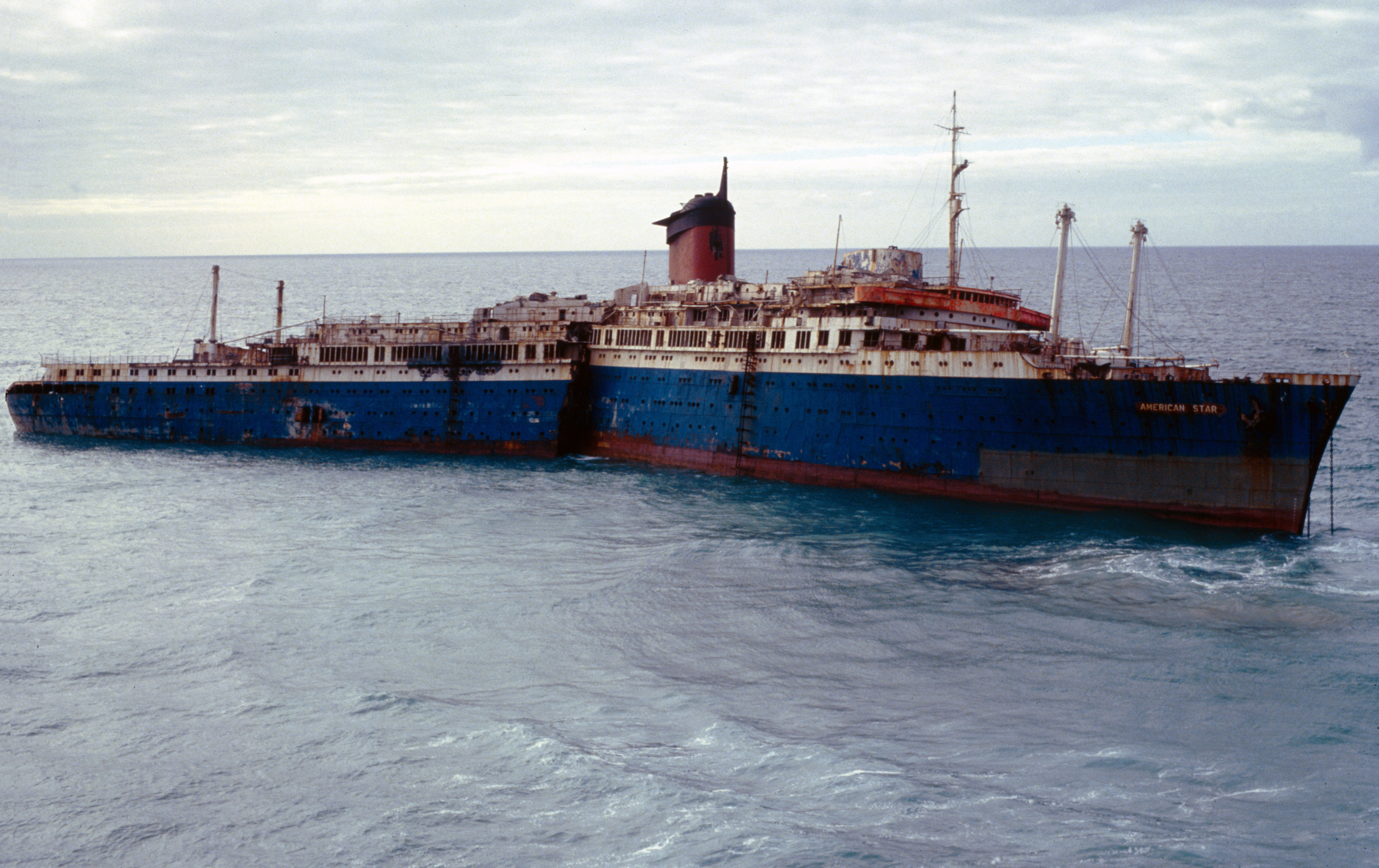
Die auseinandergebrochene American Star am 8. März 1995, 14 Monate nach der Strandung

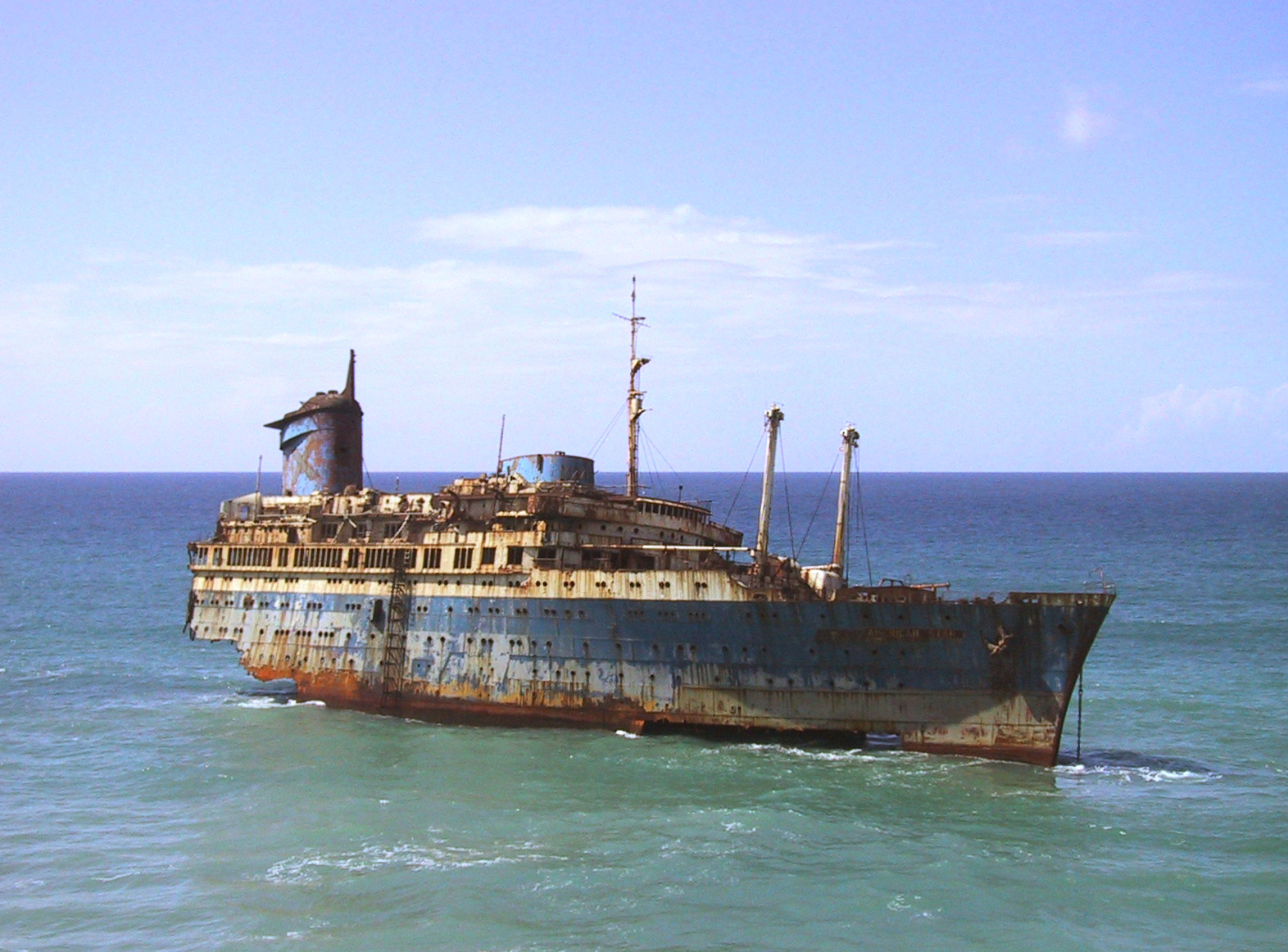
Das Wrack der American Star im Jahr 2003

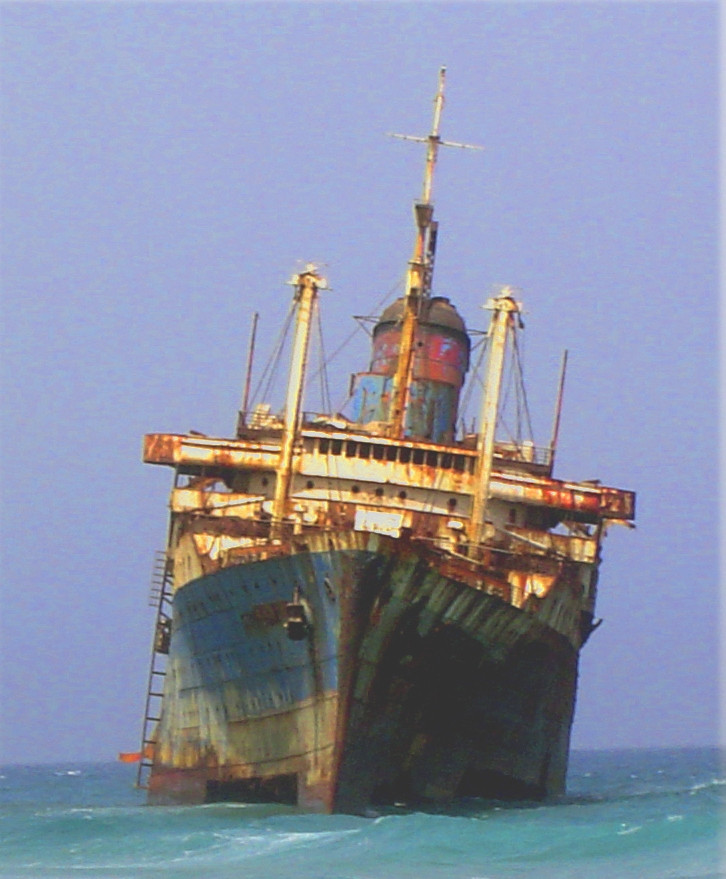
Frontansicht, 2004

Am 15. Januar 1994 geriet der Schleppverband vor den Kanarischen Inseln in einen Sturm der Windstärke 11 bis 12. Die Schlepptrossen, mit denen der Liner gezogen wurde, hielten diesen Naturgewalten nicht stand und brachen. Der Versuch, die Schleppseile wieder festzumachen, scheiterte, und so trieb die American Star manövrierunfähig auf die Küste Fuerteventuras zu, wo sie zwei Tage nach dem Unglück am abgelegenen Strand Playa de Garcey zwischen La Pared und Ajuy auf Grund lief. Zuvor waren die vier Besatzungsmitglieder, die sich noch auf dem Schiff befunden hatten, mit einem Hubschrauber gerettet worden. Das Schiff lag nur mit dem vorderen Teil auf der Sandbank auf, das gesamte Heck hing über dem Meeresgrund. Die starke Brandung mit bis zu 10 Meter hohen Wellen, ausgelöst durch den Sturm, bewirkte, dass die American Star innerhalb der ersten 48 Stunden an ihrer schwächsten Stelle im Bereich der Aufzüge und des Treppenhauses hinter dem Schornstein in zwei Teile zerbrach. Das Heck wurde dadurch ebenfalls auf die Sandbank gedrückt und blieb in einer vergleichsweise stabilen Lage. Einheimische machten sich mit Booten auf, alles, was auf dem Schiff noch einen Wert hatte, zu plündern. Bei den zahlreichen Versuchen, das Schiff zu erklimmen, verloren etliche Personen in den folgenden Jahren ihr Leben.
Am 6. Juli 1994 wurde das Schiff zum Totalverlust erklärt und der Natur überlassen. Die Versicherungssumme wurde an die Chaophraya Developement Transport Company ausbezahlt. Es gab Gerüchte, dass es sich bei dem Ganzen um einen Versicherungsbetrug handele, jedoch gibt es dafür keine Beweise.
Der vordere Teil blieb bis Ende März 2007 erhalten, das Heck kippte innerhalb von zwei Jahren nach dem Unfall zur Backbordseite und wurde größtenteils durch Umwelteinflüsse zerstört. Teile davon sind noch im Sand zu erkennen, soweit sie nicht durch die zahlreichen Besucher, die zum Wrack kamen, entwendet wurden. Auf Luft- und Satellitenaufnahmen kann man bei ruhiger See noch heute die Umrisse des Hecks im Sand erkennen.

## Verfall des Wracks
Der Bugteil des Schiffes hielt bis Ende 2005 – also über 11 Jahre lang – den Umwelteinflüssen stand. Bis zu diesem Zeitpunkt deuteten lediglich Verfallserscheinungen entlang der Wasserlinie und an der Bruchstelle zum Heck auf den zu erwartenden vollständigen Zerfall hin, der durch Korrosion und Ermüdung des Materials durch die ständig anbrandenden Wellen, insbesondere während der Winterstürme, entstand.

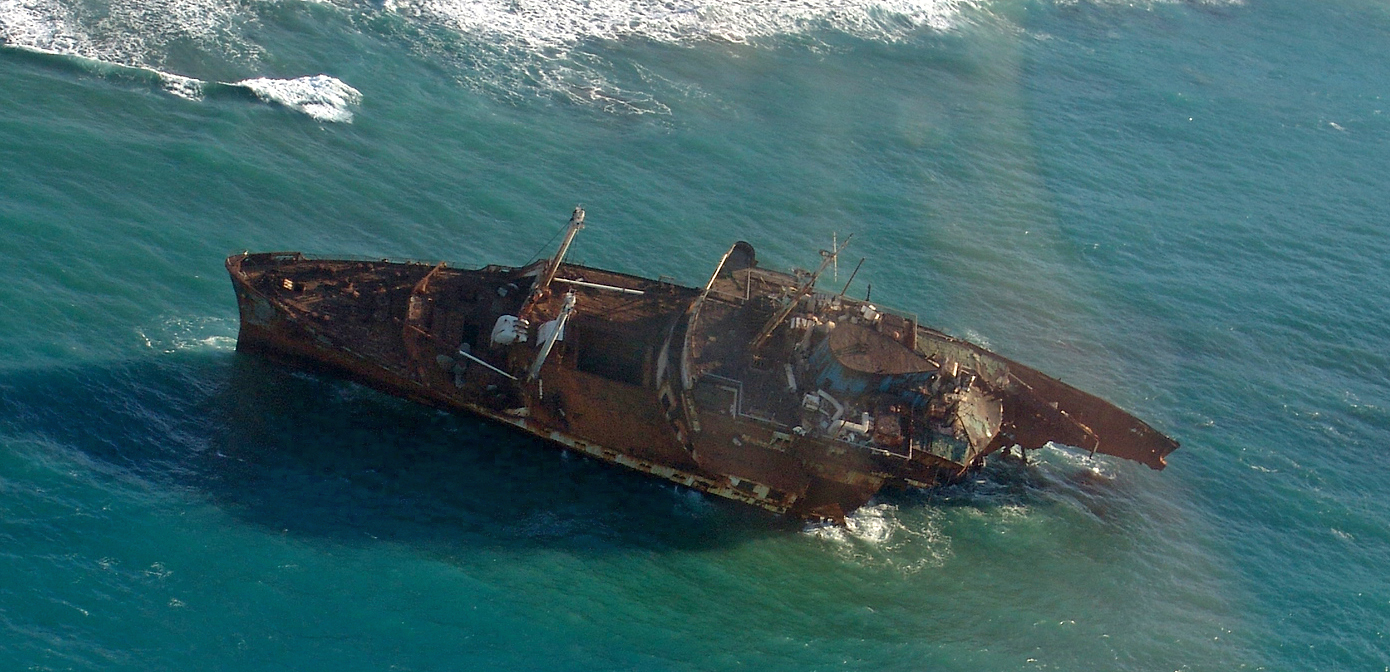
Luftaufnahme vom 14. Dezember 2005 von der Seeseite nach dem Verlust des Schornsteins und dem Zusammenbruch des Sonnendecks und der Außenhülle auf der Backbordseite

In der Nacht vom 3. auf den 4. November 2005 neigte sich das verbliebene Bugteil jedoch um 30 Grad nach Backbord (also zur Seeseite). Die Ursachen dafür waren einerseits der Bruch zweier stabiler Stützen im ehemaligen Maschinenraum unterhalb des Hauptschornsteins und andererseits die weit fortgeschrittene Zerstörung der Beplankung entlang der Wasserlinie auf der Backbordseite des Wracks. Einige Wochen hielt der Rumpf den Spannungen der neuen Lage stand. Zwischen dem 12. und dem 15. November brachen jedoch weite Teile des Wracks in sich zusammen, mit ihnen auch der Hauptschornstein, was auf der Luftaufnahme vom 14. Dezember 2005 gut zu erkennen ist. Sie zeigt einen seltenen Blickwinkel des Wracks, welcher die Situation wesentlich ernster zeigt, als es sich auf den meisten Fotos von Land erahnen ließ. Durch die Schräglage schlugen die Wellen bei schwerem Seegang, welcher vor allem auf der Westküste des Öfteren vorherrscht, bereits vollständig über das Wrack hinweg. Trotzdem hielt das Schiff vorläufig den Naturgewalten stand und änderte seine Lage bis Ende Januar 2006 nicht markant.
Zwischen Januar und Februar 2006 wurde das noch verbliebene Vorschiff um einiges kürzer, da die einschlagenden Wellen viel Schaden am achteren (hinteren) Rand des Wracks anrichteten. Auch der Schaden an der Backbordseite nahm mit jedem Tag zu; der linke Brückenflügel wurde innerhalb kurzer Zeit vollständig abgerissen. Die nach der Neigung überhängende, landseitige Steuerbordwand wurde gewaltsam verbogen und zum Teil abgerissen. Am Neigungswinkel änderte sich allerdings zunächst nicht viel.
Gegen Ende Februar rutschten die Aufbauten an der Bruchstelle des Wracks Richtung Meerseite ab und zogen die ohnehin instabile Schiffsstruktur weiter.
Zwischen März und April 2006 neigte sich das verbliebene Vorschiff weiter. Inzwischen lag das Oberdeck des Schiffes direkt auf Meereshöhe. Dabei zeigten sich weitere Zerstörungen – der Vormast war komplett verschwunden, und auch der Bereich um den Stumpf des vorderen ehemaligen Schornsteins herum wurde weggeschwemmt. Die Wellen konnten nun die Aufbauten der Backbordseite direkt angreifen. 

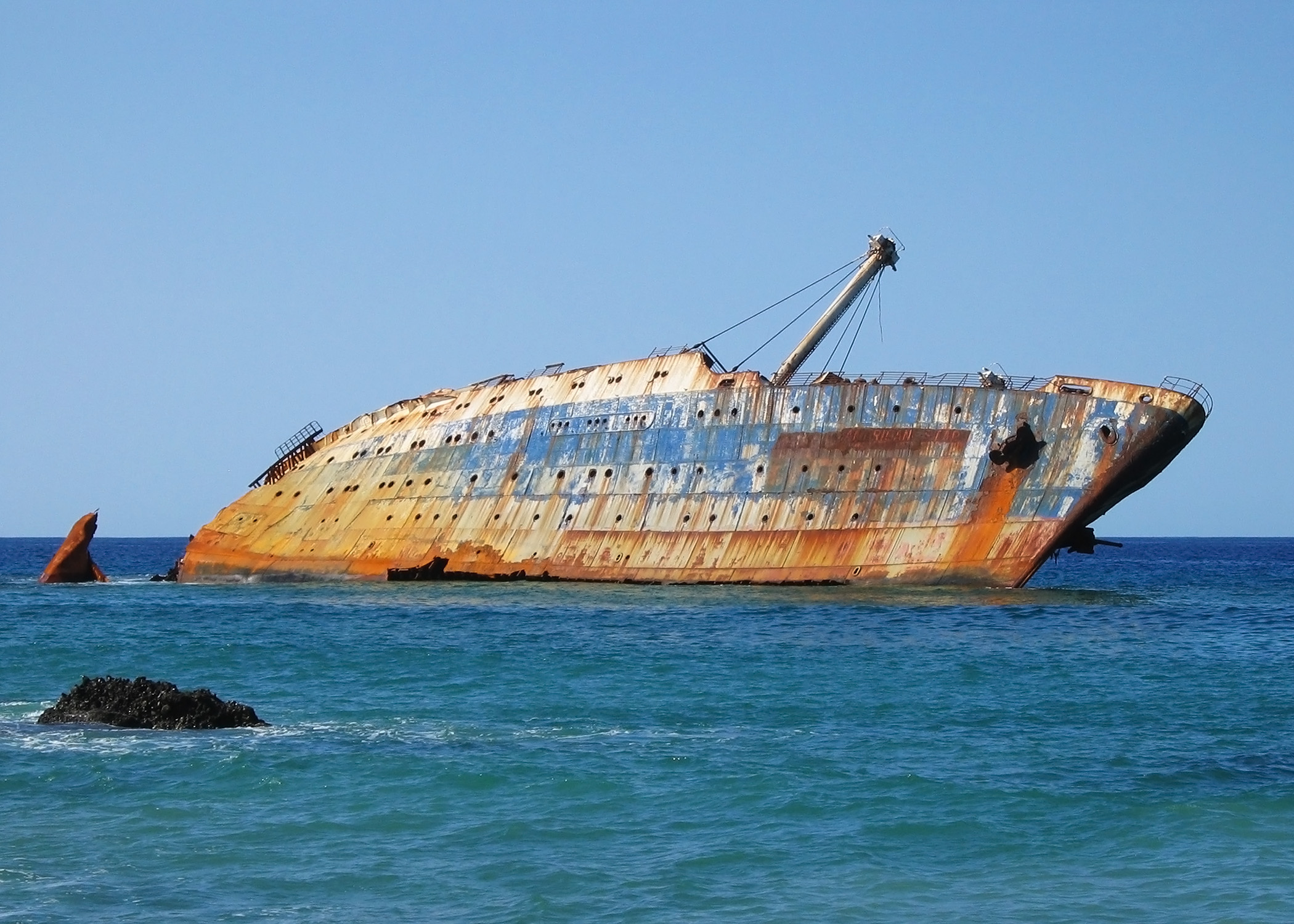
Die American Star am 19. Dezember 2006, von der Küste aus aufgenommen

Anfang Mai waren die verbleibenden Aufbauten von der Meerseite bereits stark unterspült worden und standen kurz vor dem Abrutschen, mit ihnen der ehemalige vordere Schornstein. Die Unterspülung reichte bereits bis zur Hälfte ins Schiff hinein, der Schornstein „hing“ bereits vollständig in der Luft. Er berührte bei leichtem Wellengang die Meeresoberfläche, dennoch blieb er bis Anfang August in seiner Lage. Der Grund, warum die Aufbauten so lange in dieser prekären Lage verharrten, war nicht zuletzt auf die etwas ruhigere See während der Sommermonate zurückzuführen.

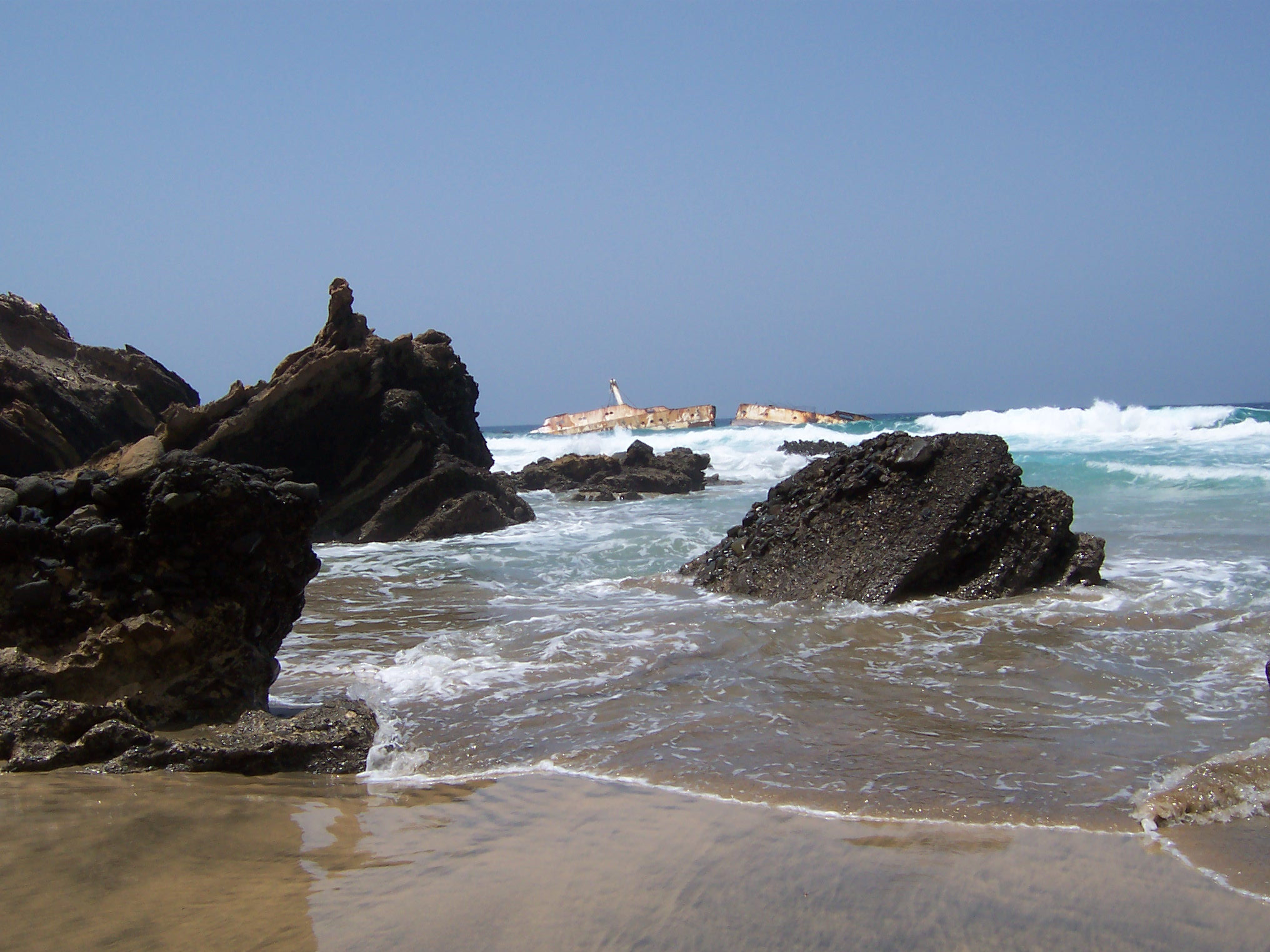
Das Wrack am 9. August 2007

Mitte August konnte man die bereits weit fortgeschrittene Unterspülung erkennen. Der Bereich unterhalb der Brücke war bis über die Hälfte hinaus abgetragen. Auch konnte man sehr gut erkennen, dass die leichten Brückenaufbauten sich schneller neigten als das sie tragende, stabilere Oberdeck. Sehr selten waren die versunkenen Teile des hinteren Teils des Schiffes zu erkennen.
Zwischen dem 6. und 11. September gab der vordere ehemalige Schornstein den Gewalten des Meeres nach und riss samt dem Unterbau und etlichen Deckaufbauten, die sich wegen der Schräglage an ihm gefangen hatten, vom Deck ab. Das Überbleibsel des Schornsteines war aufgrund seiner Lage am stärksten gefährdet, da es unmittelbar über bzw. unter der Wasseroberfläche gelegen hatte. Das Oberdeck samt Brücke, welche sich nun in senkrechter Lage zur Wasseroberfläche befanden, boten eine direkte Angriffsfläche für die einschlagenden Wellen und wurden weiter ausgehöhlt.
Ende November des Jahres 2006, also mehr als ein Jahr, nachdem der Bugteil seine stabile Lage verloren hatte, war der Großteil der Deckaufbauten des Wracks verschwunden. Lediglich das Deck selbst war Anfang Dezember noch vorhanden. Während die Backbordseite bereits bis zu den vorderen Masten abgetragen worden war, befand sich die Steuerbordseite des Rumpfes noch in relativ gutem Zustand. Der wahre Zustand des Wracks, der fassadenhafte Charakter der Steuerbordseite, ließ sich von Land nur dann erahnen, wenn Wasserfontänen durch ihre Luken spritzten.

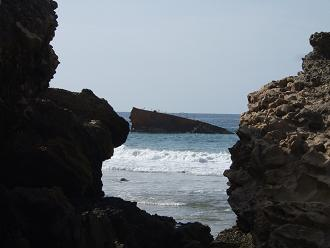
Wrackfragmente im September 2008

In den folgenden Monaten ging der Verfall der Backbord-Außenwand weiter. Im Februar 2007 lag das Schiff mit der Backbordseite schon vollständig im Wasser.
Anfang November 2007 ragten nur noch zwei Teile des mittlerweile in drei Teile zerbrochenen Vorschiffs aus dem Wasser. Ein Mast hielt sich noch zwei Wochen lang am maroden Deck. Die heftige Brandung sorgte dann dafür, dass auch er in den Fluten verschwand. Am 22. November 2007 waren lediglich Fragmente des einstigen Liners kurz über der Wasseroberfläche zu erkennen. Die SS America war somit Geschichte.
Noch jetzt veränderte sich das Wrack von Jahr zu Jahr. So war der Anblick für den Betrachter im September 2008 ein anderer, als er sich 2007 darstellte.
2013 waren größere Wrackteile nur noch bei Ebbe sichtbar. 2015 versanken die Reste der verbliebenen Bugteile größtenteils im Meer, sodass heute nur noch sehr wenig vom Wrack sichtbar ist.
Falsch ist jedoch die seit vielen Jahren immer wieder verbreitete Aussage, dass die letzten Wrackteile längst vollständig verschwunden bzw. versunken sind. Auch im Oktober 2021 ragen bei vollständiger Ebbe noch kleine Teile des früheren Bugs unspektakulär, aber gut sichtbar aus dem Wasser. Das größere der beiden noch sichtbaren Fragmente weist eine geschätzte Länge von etwa 6 Metern auf, ragt aber selbst bei vollständiger Ebbe nur noch etwa 1 Meter aus dem Wasser heraus. Wer die Gezeiten nicht beachtet, und die Bucht bei Flut besucht, sieht also je nach Wellengang tatsächlich nichts mehr.

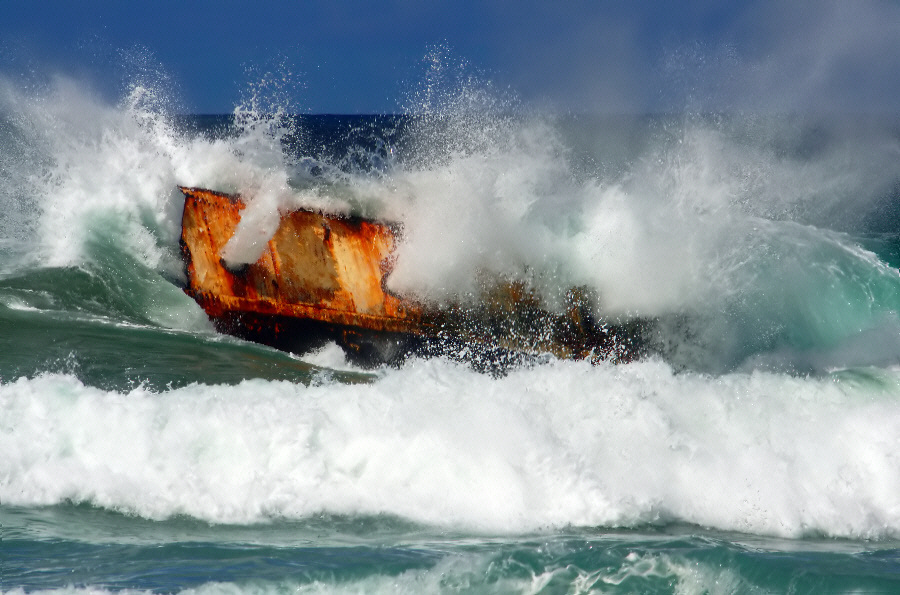
Bugteil im September 2009

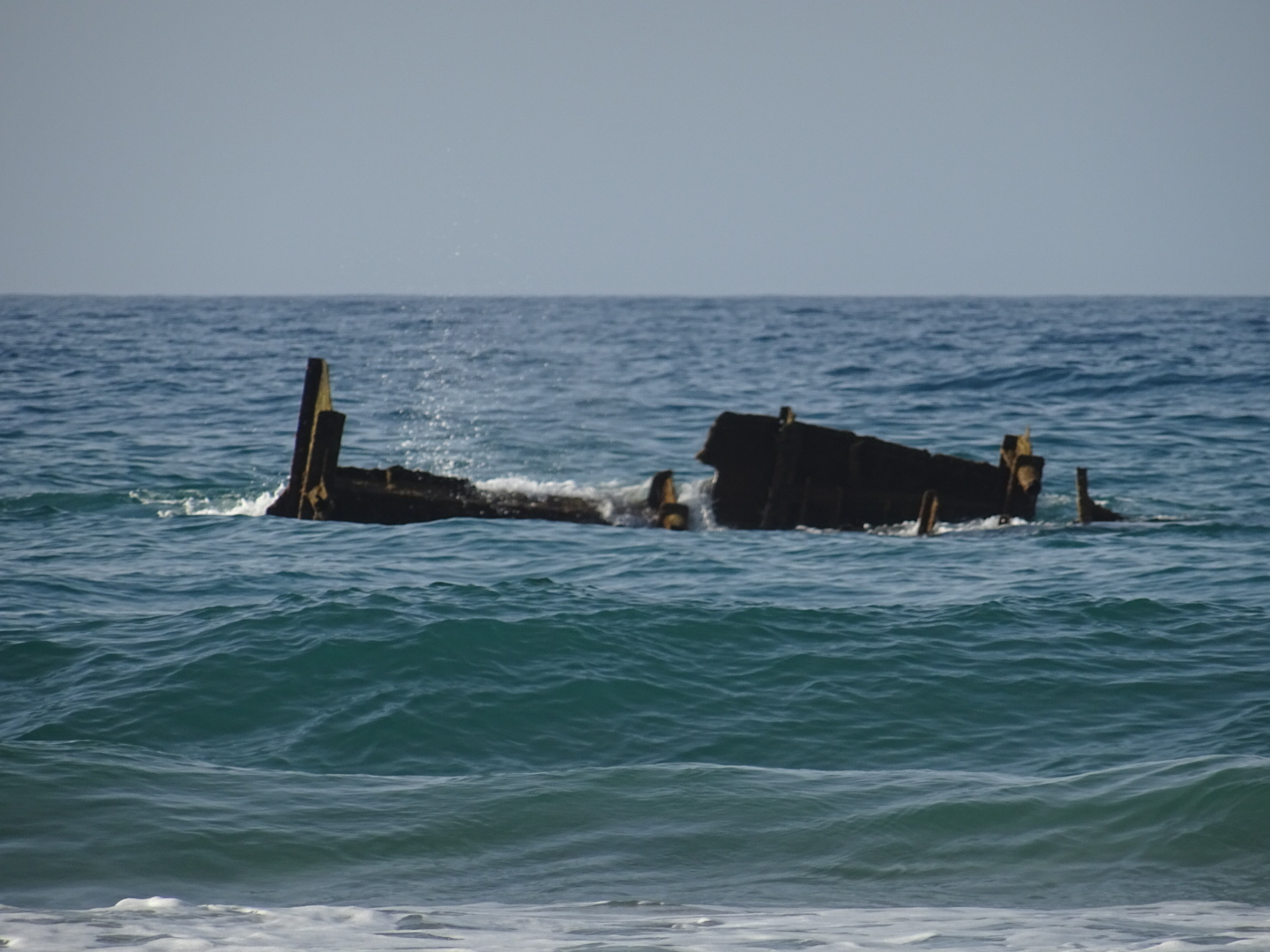
Wrackreste bei vollständiger Ebbe im Oktober 2021

## Zusammenfassung
- 1938: Am 22. August Kiellegung in der Werft Newport News Shipbuilding & Dry Dock in Newport News, USA
- 1939: Am 31. August Stapellauf, die Schiffstaufe durch Eleanor Roosevelt. Einsatz als Passagierschiff der Luxusklasse, aufgeteilt in erste, zweite und Touristenklasse. Durch den Ausbruch des Zweiten Weltkrieges kann sie nicht wie geplant auf der Nordatlantikroute eingesetzt werden. Stattdessen werden Kreuzfahrten zu den Westindischen Inseln durchgeführt.
 Name: America (United States Lines)
- 1941: Beschlagnahmung durch die US Navy, Einsatz als Truppentransporter mit Tarnanstrich
 Name: USS Westpoint (AP-23) (United States Navy)
- 1946: Wiederaufnahme des Passagierbetriebes auf der Nordatlantikroute. Angelaufene Häfen: New York, Le Havre, Southampton und Cobh, ab 1951 auch Bremerhaven
 Name: America (United States Lines)
- 1964: Umbau, Aufhebung der Klassenaufteilung
 Name: Australis (Reederei Chandris)
- 1978: kurzer Einsatz als Kreuzfahrtschiff
 Name: America (Venture Cruises)
- 1980: Die America gelangt für kurze Zeit wieder in den Besitz der Reederei Chandris.
Name: Italis (Chandris Lines)
- 1980: Vertäut im Hafen von Eleusis
 Name: Noga (Inter Commerce Corporation)
- 1984: Weiterhin vertäut, wartend auf wirtschaftliche Verschrottung
 Name: Alferdoss (Silver Moon Ferries)
- 1992: Übernahme durch die Chaophraya Developement Transport Company, die daraus ein Hotel machen will
Name: American Star (Chaophraya Developement Transport Company)
- 1994: Auf dem Transport nach Thailand reißt sich das Schiff von seinen Schlepptrossen los und strandet vor Fuerteventura. Das Heck wird zerstört.
- 2005: In der Nacht vom 3. auf den 4. November neigt sich der Bug 30 Grad meerwärts.
- 2006: Am 4. April neigt sich der Bug bereits um 55 Grad.
- 2006: Ende November ist der Großteil der Aufbauten ins Meer gestürzt.
- 2007: Im März stürzt der Rest des Schiffs ein, das Vorschiff bricht in zwei Teile.

## Trivia
- Der Schlepper Neftegaz 67, der die American Star 1994 von Eleusis nach Thailand ziehen sollte und sie unterwegs im Sturm „verlor“, verunglückte selbst Mitte März 2008 bei einer Kollision vor Hongkong und lag, bis zu seiner Hebung am 28. April 2008, in einer Tiefe von 35 Metern.[5]
- Im September 2009 war eine Fotomontage des Wracks der America im Fernsehen zu sehen: Sie tauchte – eingebettet in eine Wüstenlandschaft – für eine knappe Sekunde in einem Werbespot für den SEAT Exeo ST auf.[6]
- Der Komponist José Alberto Pina erzählt mit dem Werk The Ghost Ship musikalisch die Geschichte des Schiffes, das Stück wurde im Auftrag des Gran Canaria Blasorchesters von ihm geschrieben.